# Conops tienmushanensis
Conops tienmushanensis är en tvåvingeart som beskrevs av Ouchi 1939. Conops tienmushanensis ingår i släktet Conops och familjen stekelflugor. Inga underarter finns listade i Catalogue of Life.